# Трифлієва кислота

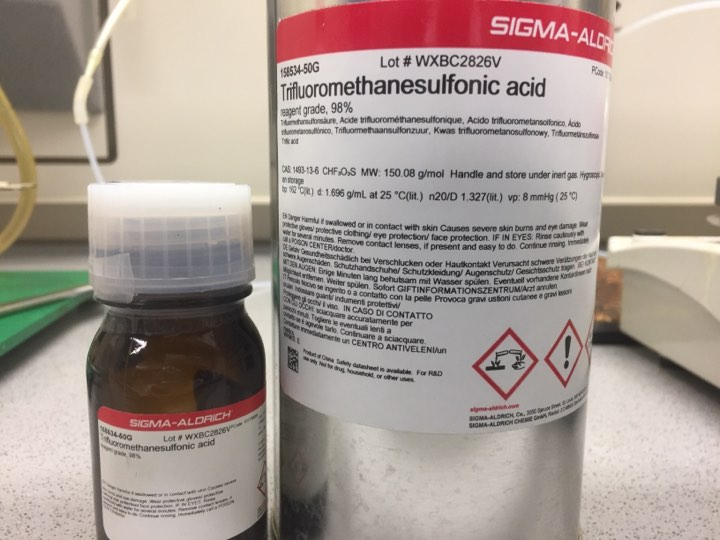
Трифторметансульфонова кислота

Трифторметансульфонова кислота, скорочена назва: трифлієва кислота, ТФМС, ТФСК або TfOH, є сульфокислотою з хімічною формулою CF3SO3H. Це одна з найсильніших відомих кислот. Трифлієва кислота в основному використовується в дослідженнях як каталізатор етерифікації. Це гігроскопічна, безбарвна, злегка в’язка рідина, розчинна в полярних розчинниках.

## Синтез
Трифторметансульфонова кислота виробляється шляхом промислового електрохімічного фторування (ЕХФ) метансульфонової кислоти:
{\displaystyle {\ce {CH3SO3H + 4 HF ->CF3SO2F + H2O + 3 H2}}}
Отримана CF3SO2F гідролізується, а отримана трифлатна сіль репротонується. Альтернативою трифторметансульфонова кислота утворюється шляхом окислення трифторметилсульфеніл хлориду:
{\displaystyle {\ce {CF3SCl + 2 Cl2 + 3 H2O -> CF3SO3H + 5 HCl}}}
Трифлієву кислоту очищають методом дистиляції від трифлієвого ангідриду.

### Історія
Трифторметансульфонова кислота була вперше синтезована в 1954 році Робертом Хазелдіном і Кіддом за такою реакцією:

## Реакції

### Як кислота
У лабораторії, трифлієва кислота корисна для протонування, оскільки сполучена основа трифлієвої кислоти є ненуклеофільною. Вона також використовується як кислотний титрант у неводному кислотно-основному титруванні, оскільки вона є сильною кислотою в багатьох розчинниках (ацетонітрил, оцтова кислота тощо), де звичайні мінеральні кислоти (такі як хлоридна або сірчана кислоти) є лише кислотами середньої сили.
Трифлієва кислота кваліфікується як суперкислота, через те що її Ka дорівнює 5×1014, а pKa = −14.7±2.0. Багатьма своїми корисними властивостями вона зобов'язаний своїй високій термічній і хімічній стійкості. І кислота, і її спряжена основа CF3SO−
3, відома як трифлат, протистоїть реакціям окислення/відновлення, тоді як багато сильних кислот, наприклад перхлоратна або нітратна, є окислювачами. Додатково рекомендуючи її використання, трифлієва кислота не сульфонує субстрати, що може бути проблемою для сірчаної кислоти, фторсульфової кислоти та хлорсульфонової кислоти. Нижче наведено прототип сульфування, якому не піддається трифлієва кислота:
{\displaystyle {\ce {C6H6 + H2SO4 ->[{\ce {SO3}}] C6H5(SO3H) + H2O}}}
Трифлієва кислота випаровується у вологому повітрі та утворює стійкий твердий моногідрат CF3SO3H·H2O, температура плавлення якого 34 °C.

### Солеутворення та комплексоутворення
Трифлатний ліганд є лабільним, що відображає його низьку основність. Трифторметансульфонова кислота реагує екзотермічно з карбонатами, гідроксидами та оксидами металів. Прикладом є синтез трифлату міді (II) (Cu(OTf)2).
{\displaystyle {\ce {Cu2CO3(OH)2 + 4 CF3SO3H -> 2 Cu(O3SCF3)2 + 3 H2O + CO2}}}
Хлоридні ліганди можна перетворити на відповідні трифлати:
{\displaystyle {\ce {3 CF3SO3H + [Co(NH3)5Cl]Cl2 -> [Co(NH3)5O3SCF3](O3SCF3)2 + 3 HCl}}}
Це перетворення відбувається у чистому розчині трифлієвої кислоти при 100 °C, з наступним осадженням солі при додаванні ефіру.

### Органічна хімія
Трифлієва кислота реагує з ацилгалогенідами з утворенням змішаних трифлатних ангідридів, які є сильними ацилюючими агентами, наприклад, у реакціях Фріделя–Крафтса.
{\displaystyle {\ce {CH3C(O)Cl + CF3SO3H -> CH3C(O)OSO2CF3 + HCl}}}
{\displaystyle {\ce {CH3C(O)OSO2CF3 + C6H6 -> CH3C(O)C6H5 + CF3SO3H}}}
Трифлієва кислота каталізує реакцію ароматичних сполук із сульфоніл хлоридами, ймовірно, також через посередництво змішаного ангідриду сульфонової кислоти.
Трифлієва кислота сприяє іншим реакціям Фріделя-Крафтса, включаючи крекінг алканів і алкілування алкенів, які є дуже важливими для нафтової промисловості. Ці каталізатори, похідні трифлієвої кислоти, дуже ефективні в ізомеризації вуглеводнів з прямим ланцюгом або злегка розгалуженим ланцюгом, що може підвищити октанове число конкретного палива на основі нафти.
Трифлієва кислота реагує екзотермічно зі спиртами з утворенням простих ефірів і олефінів.
Дегідратація дає ангідрид кислоти, трифторметансульфоновий ангідрид, (CF3SO2)2O.

## Безпека
Трифлієва кислота є однією з найсильніших кислот. Контакт зі шкірою викликає сильні опіки з уповільненим руйнуванням тканин. При вдиханні вона викликає смертельні спазми, запалення та набряк.
Подібно до сірчаної кислоти, трифлієву кислоту необхідно повільно додавати до полярних розчинників, щоб запобігти термічному витоку.